# Cumberland Sound

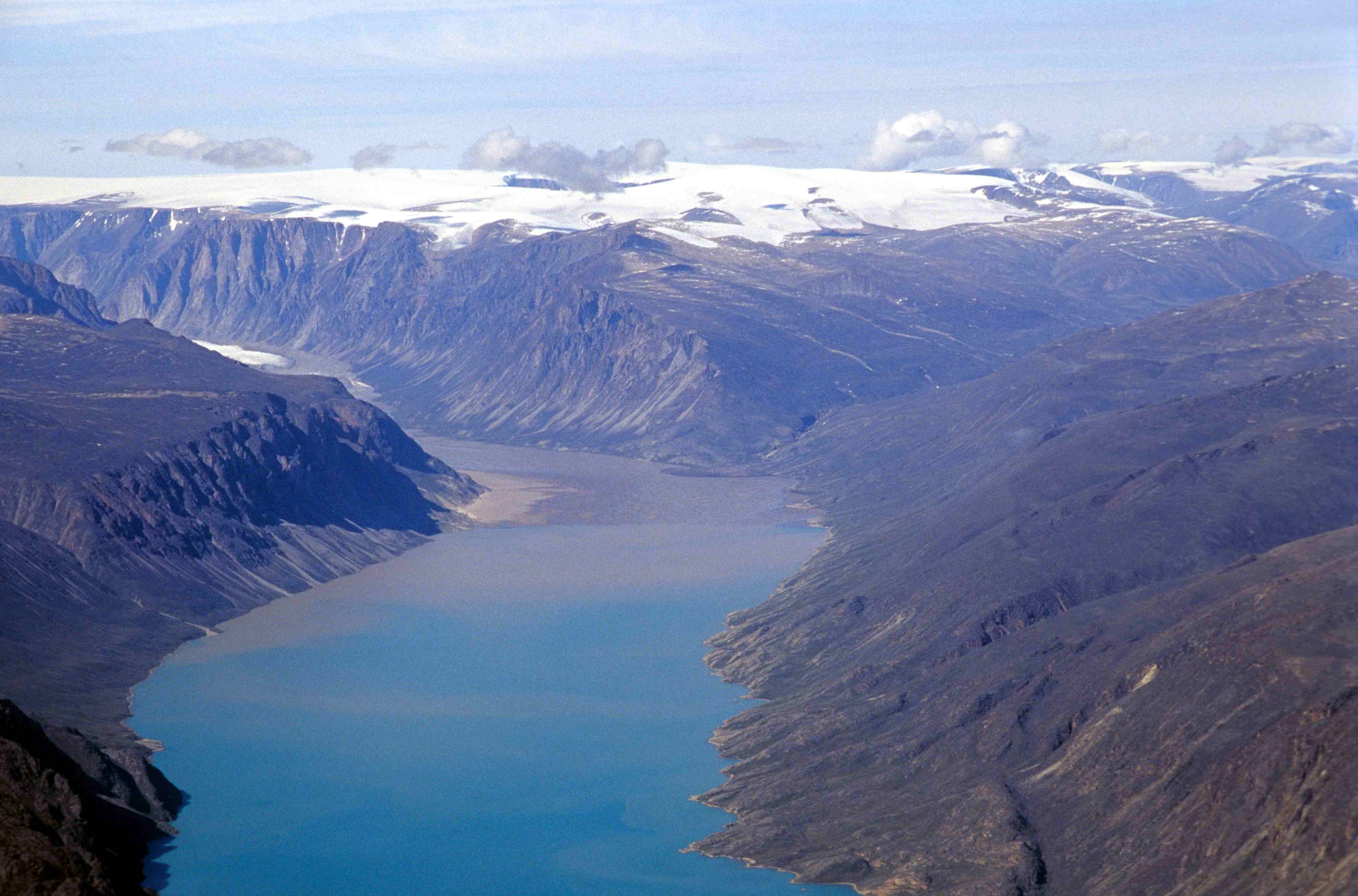
Vista do fiorde de Pangnirtung Fiord em 2001

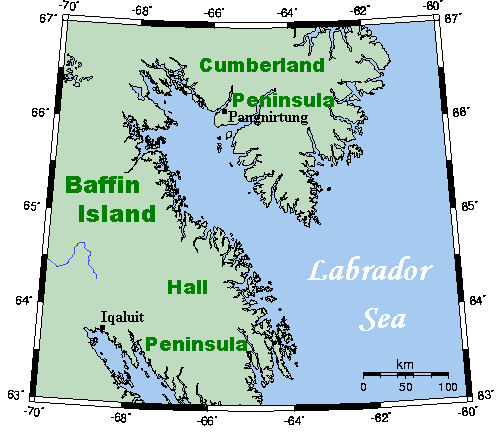
Mapa da região do Cumberland Sound

Cumberland Sound é uma ampla entrada de mar no Arquipélago Ártico Canadiano que se interna na parte sul-oriental da ilha de Baffin e que faz parte do estreito de Davis, a parte setentrional do mar do Labrador. Administrativamente, pertence ao território autónomo de Nunavut.
A única localidade na zona é Pangnirtung, a cerca de 12 km a montante no interior do fiorde homónimo de Pangnirtung, situado na margem da península de Cumberland. Conhecida como a «Suíça do Ártico», no censo de 2006 tinha 1325 habitantes, na sua maioria inuits, e contava com um pequeno aeroporto com uma pista de gravilha de quase 1 km.
As águas deste grande golfo são o habitat da espécie de baleia beluga (Delphinapterus leucas), espécie ameaçada que se crê residir todo o ano em águas da baía, e que passa os verões no seu extremo norte. As águas do Cumberland Sound são também frequentadas por orcas. 
O primeiro europeu a navegar pelo Cumberland Sound foi John Davis em 1583.